# Tan Sitong
Tan Sitong (Pequín, 1865 - 1898) va ser un filòsof i polític xinès. Va ser un dels intel·lectuals que, com Liang Qichao, amb Kang Youwei al front, van impulsar el moviment "Reforma dels Cent Dies" a finals de la dinastia Qing.

## Biografia
Tan Sitong va néixer a Pequín el 10 de març de 1865. El seu pare, Tan Jixun, era un funcionari destacat originari de Liuyang a la província de Hunan. Tan va tenir una infància infeliç, amb la mort del pare i les germanes en un brot de diftèria quan tenia 12 anys. Casat als 19 anys, aviat va experimentar una altra tragèdia quan el seu fill petit va morir un any després del seu naixement.

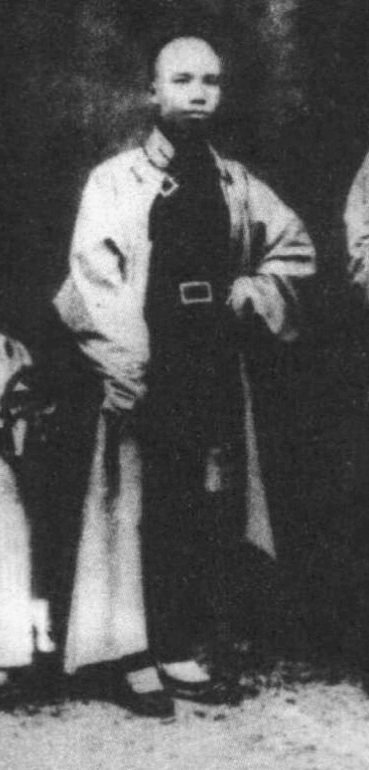
Tan Sitong

Va viatjar per tot l'imperi, primer servint com a oficial militar a l'extrem oest. El 1884, Xinjiang s'acabava de convertir formalment en una província de l'Imperi Qing, i Tan servia com a oficial del seu primer governador, Liu Jintang.
Abans d’implicar-se en l’acció política, el 1897 Tan va escriure el llibre "仁 学" ( Renxue) que alguns autors tradueixen com un" llibre de la humanitat" que més tard tindrà una gran influència. Xiaosui Xiao va escriure: "És una de les obres que més va circular entre els reformadors radicals i els revolucionaris al començament del segle xx. Aquest tractat va influir directament en les activitats revolucionàries que van conduir al derrocament de l'Imperi el 1911 i a la proclamació de la República. També se l’ha anomenat precursor de la cultura iconoclasta de l'era del 4 de maig (1915-1925) (...) D’alguna manera, fins i tot els comunistes xinesos van estar influenciats pel pensament de Tan. "
La filosofia de Tan era una barreja eclèctica de confucianisme i budisme però també interessat pel pensament polític occidental i el cristianisme. La segona guerra sino-japonesa el va marcar de forma notable i es va unir al moviment de reformes de Kang Youwei. En el seu programa polític Kang i els seus seguidors pretenien transformar el Govern en una monarquia constitucional moderna i modernitzadora a l'estil de la restauració Meiji al Japó. Els rumors sobre la influència dels reformistes sobre l'emperador Guangxu, van ajudar a la preparació del cop d'estat de l'emperadriu Cixi i l'arrest domiciliari del jove emperador i la persecució dels intel·lectuals reformistes.
Alguns dies abans de la seva detenció, uns amics van aconsellar a Tan que abandonés Pequín i es refugiés al Japó. Davant de les reformes que defensava, Tan va explicar: "La reforma no s'ha produït mai a cap país sense el flux de sang. A la Xina, ningú no s'ha sacrificat mai per la causa de la reforma i, per això, la Xina segueix sent un país pobre i endarrerit. Per tant, jo demana que els sacrificis comencin per mi mateix ".
La tarda del 28 de setembre de 1898, Tan Sitong, Kang Guangren (germà petit de Kang Youwei), Yang Shenxiu, Yang Rui, Lin Xu i Liu Guangdi van ser executats per ordre l'emperadriu Cixi que el considerava un conspirador. Tan Sitong, que només tenia 33 anys, es va enfrontar al botxí i als milers de persones que s'havien reunit per veure i recitar les paraules que havia compost la nit anterior:
"Encara estic decidit a matar els meus enemics
Però no puc escapar del meu destí.
Pel bé dels ideals, hem estat lluitant
Moriré alegrement!"